# 鄔凱雯
鄔凱雯（1986年4月26日—）是一位台湾主持人和记者。畢業於世新大學廣電系，現任台視新聞主播。

## 經歷
2009年參加台視新聞「百萬主播召集令」獲第三名而進入台視。現任台視新聞主播、專題記者。
2013年曾參加台視《Super Star 我要當歌手》歌唱比賽。
2024年擔任民國113年國慶大會主持人，與中天新聞台林佩潔搭檔主持。

## 學歷
- 桃園市桃園區北門國民小學（1998年）
- 桃園市立慈文國民中學（2001年）
- 桃園市私立振聲高級中學（2004年）
- 世新大學廣電系（2008年）

## 現任
- 台視新聞專任主播、專題記者
- 台視新聞台《新聞大解密》主持人
- 台視《維也納新年音樂會》主持人（2015年－2020年）
- 台視新聞台《發現科學》製作人兼主持人

## 外部連結
- 鄔凱雯 （页面存档备份，存于） 台視新聞主播 - 台視網站
- 台視新聞 鄔凱雯的Facebook專頁
- 鄔凱雯的Instagram帳戶